# NGC 3715
NGC 3715 este o astronomical radio source⁠(d) situată în constelația Cupa. A fost descoperită în 27 martie 1786 de către William Herschel. Se află la o distanță de 41,3 de megaparseci de Pământ.